# Jatropha scaposa
Jatropha scaposa är en törelväxtart som beskrevs av Radcl.-sm.. Jatropha scaposa ingår i släktet Jatropha och familjen törelväxter.
Artens utbredningsområde är Moçambique. Inga underarter finns listade i Catalogue of Life.

## Bildgalleri

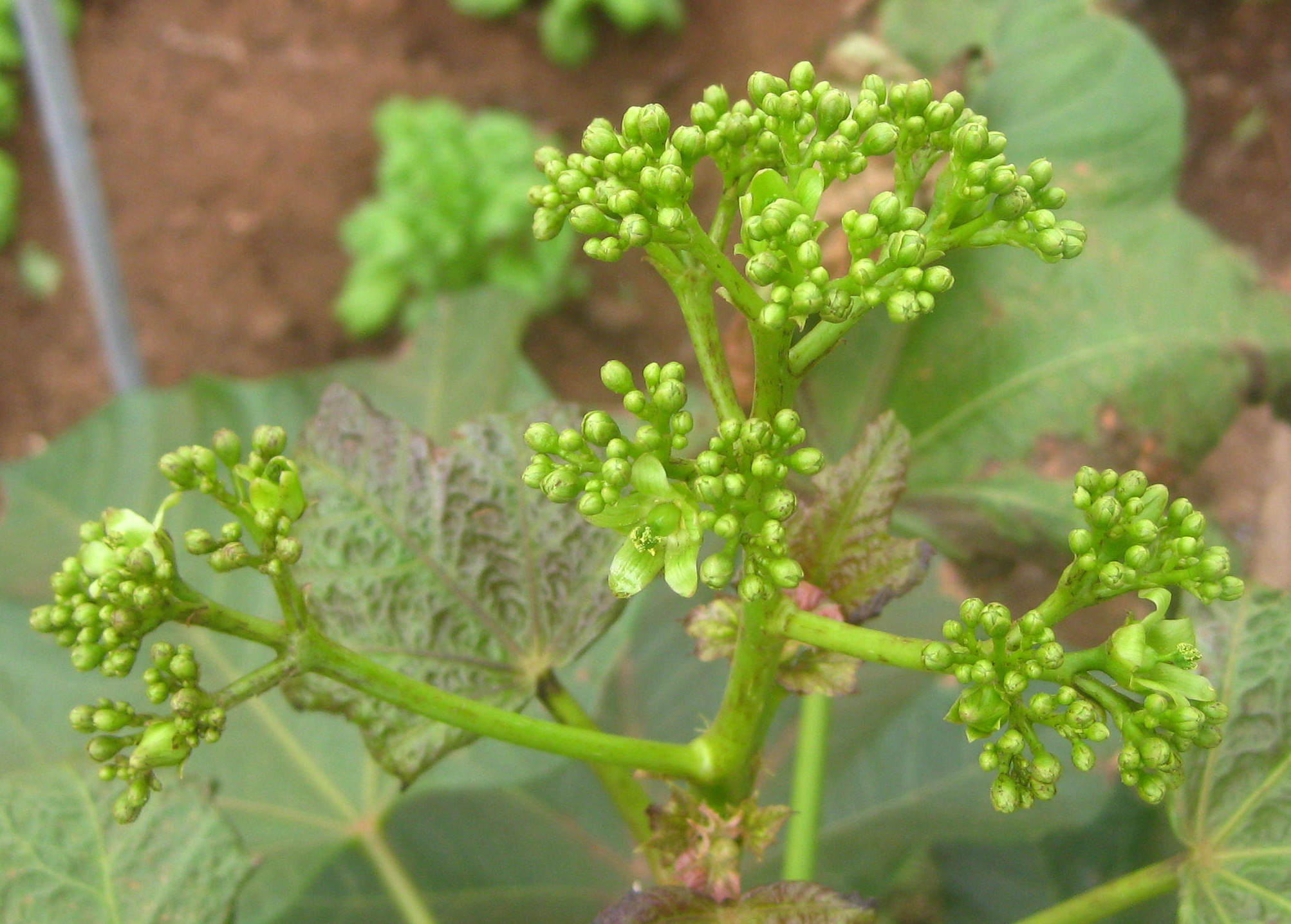
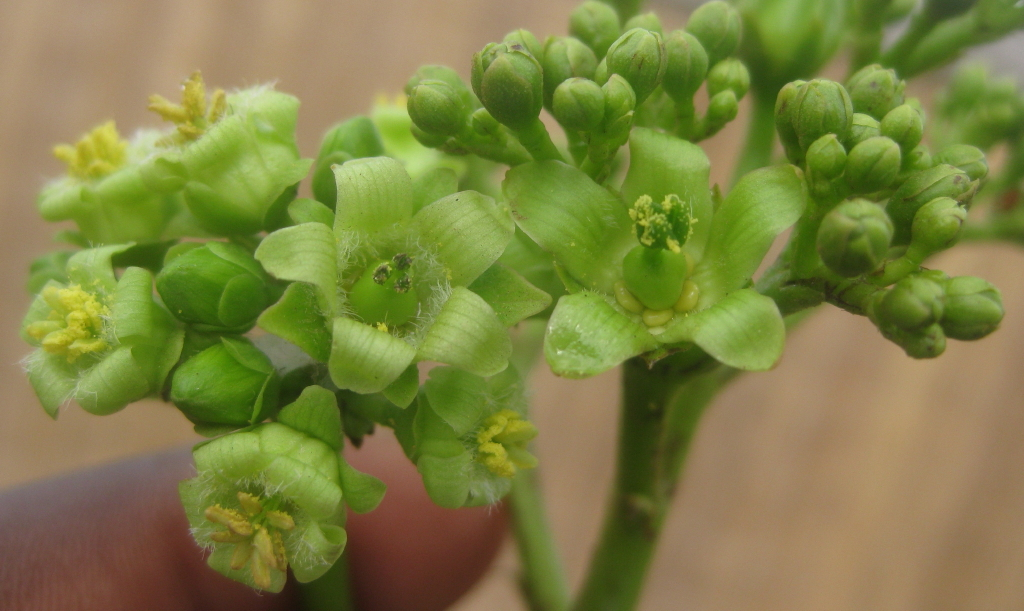
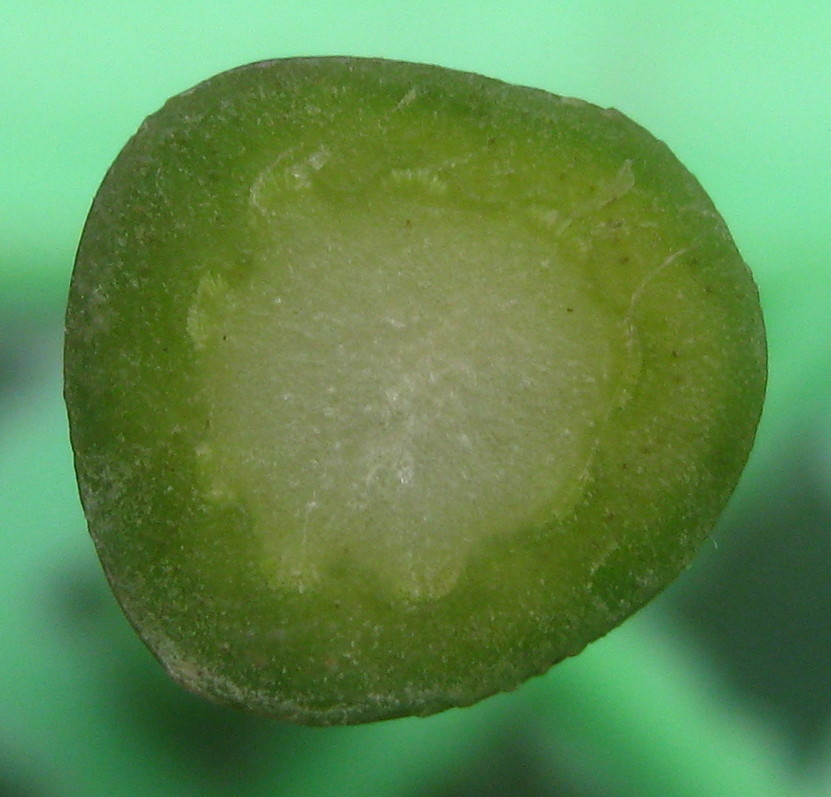
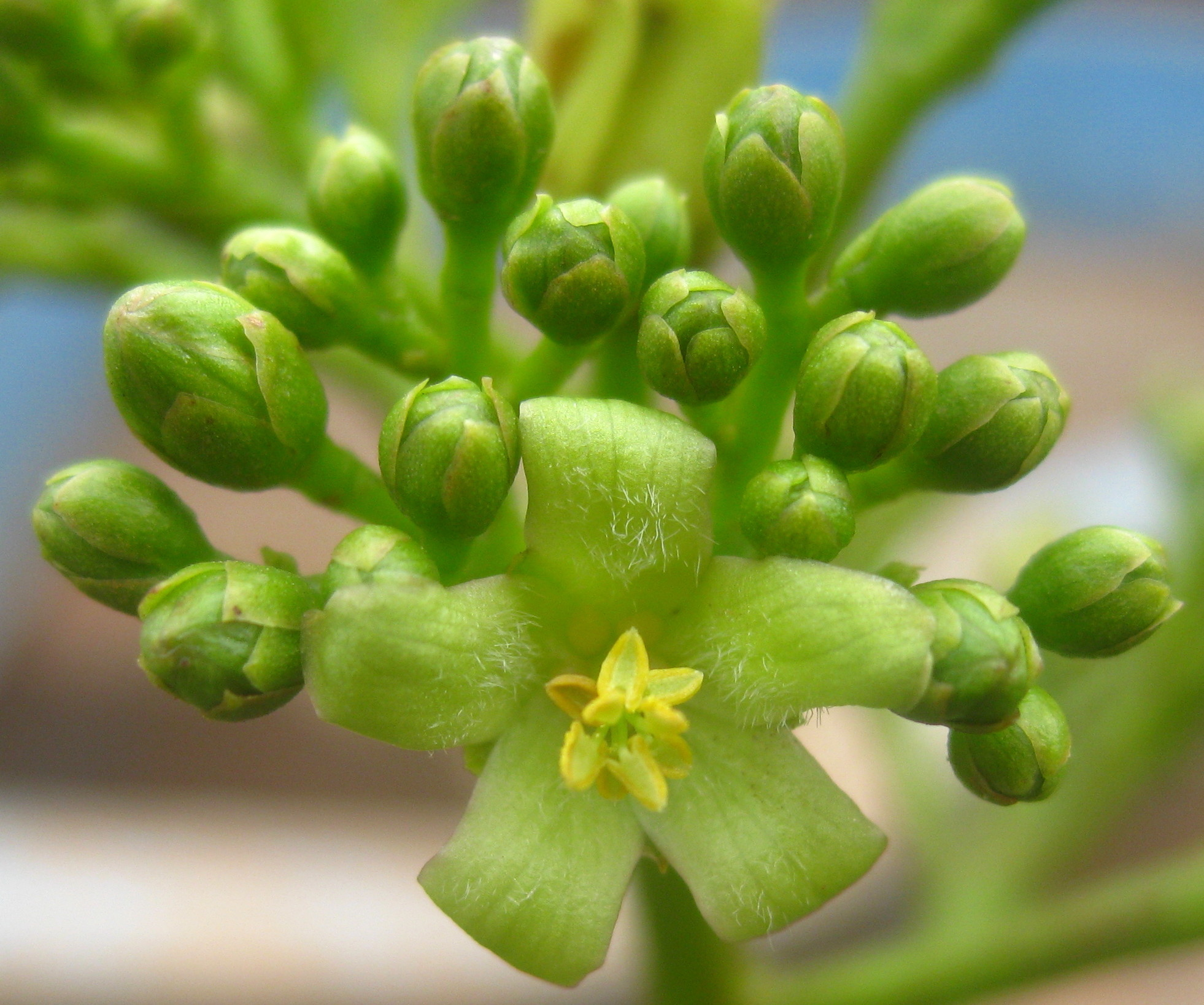